# Doab

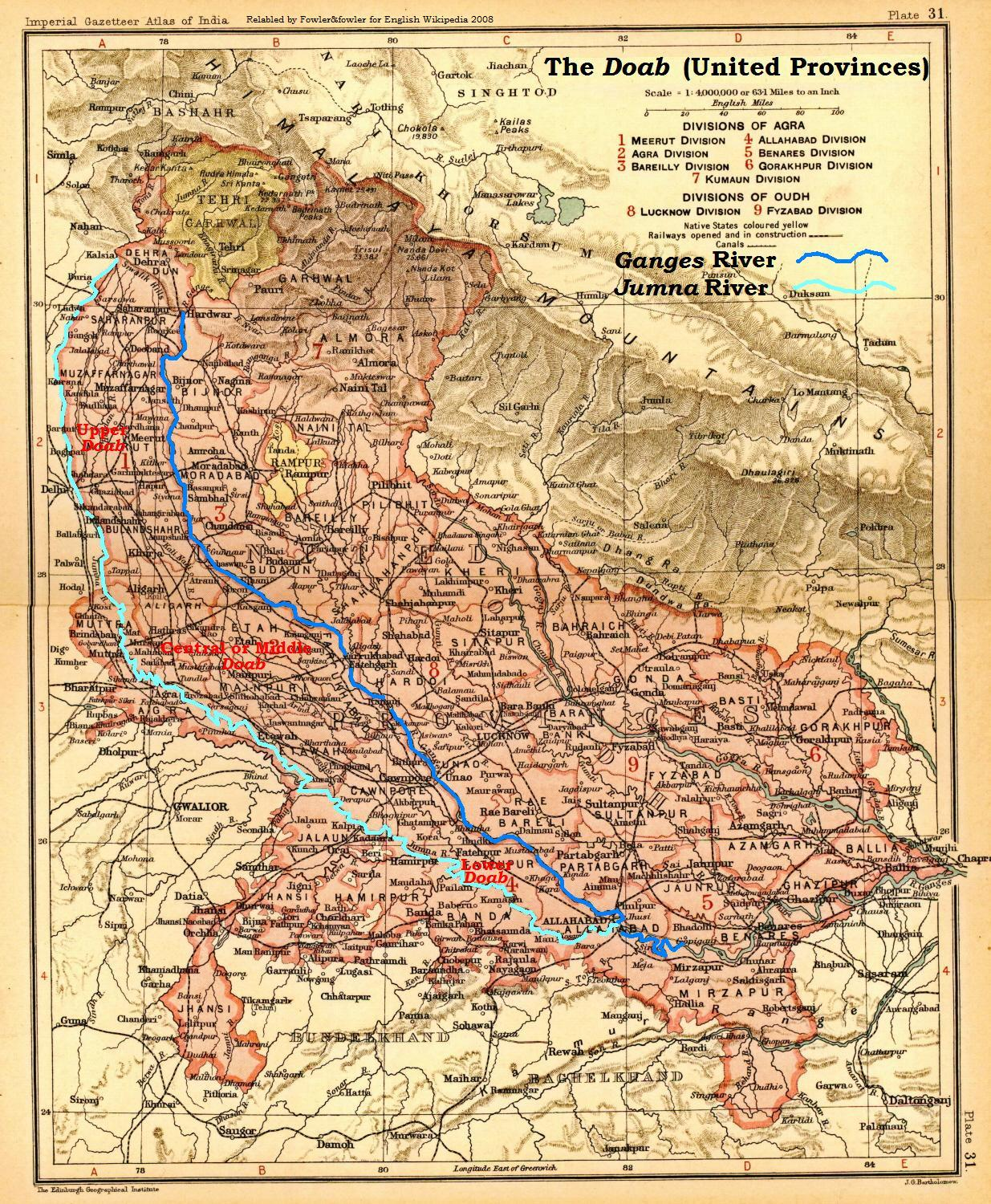
En karta av regionen Doab som visar subregionerna Övre Doab, Centrala eller Mittersta Doab samt Undre Doab.

Doab, en term som används i Indien och Pakistan för en "tunga" eller landområde som ligger mellan två hopflytande floder, är en region i den indiska delstaten Uttar Pradesh mellan floderna Yamuna och Ganges.